# Alden (Wisconsin)
Alden es un pueblo ubicado en el condado de Polk en el estado estadounidense de Wisconsin. En el Censo de 2010 tenía una población de 2.786 habitantes y una densidad poblacional de 18,21 personas por km².

## Geografía
Alden se encuentra ubicado en las coordenadas 45°15′8″N 92°30′31″O / 45.25222, -92.50861. Según la Oficina del Censo de los Estados Unidos, Alden tiene una superficie total de 152.98 km², de la cual 144.39 km² corresponden a tierra firme y (5.61%) 8.58 km² es agua.

## Demografía
Según el censo de 2010, había 2.786 personas residiendo en Alden. La densidad de población era de 18,21 hab./km². De los 2.786 habitantes, Alden estaba compuesto por el 98.56% blancos, el 0.11% eran afroamericanos, el 0.07% eran amerindios, el 0.32% eran asiáticos, el 0% eran isleños del Pacífico, el 0.18% eran de otras razas y el 0.75% pertenecían a dos o más razas. Del total de la población el 0.65% eran hispanos o latinos de cualquier raza.